# União das Freguesias de Ponte de Sor, Tramaga e Vale de Açor
Die União das Freguesias de Ponte de Sor, Tramaga e Vale de Açor ist eine portugiesische Gemeinde (Freguesia) im Kreis (Concelho) Ponte de Sor im Alto Alentejo, Portugal.

## Geschichte
Die Gemeinde entstand im Zuge der Gebietsreform vom 29. September 2013 durch die Zusammenlegung der ehemaligen Gemeinden Ponte de Sor, Tramaga und Vale de Açor.
Ponte de Sor wurde Sitz der neuen Verwaltung.

## Demographie
| Freguesia | Freguesia                            | Freguesia | Freguesia       | ehemalige Freguesias | ehemalige Freguesias | ehemalige Freguesias | ehemalige Freguesias |
| --------- | ------------------------------------ | --------- | --------------- | -------------------- | -------------------- | -------------------- | -------------------- |
| Wappen    | Freguesia                            | Einwohner | Fläche in (km²) | Wappen               | Freguesia            | Einwohner            | Fläche in (km²)      |
|           | Ponte de Sor, Tramaga e Vale de Açor | 10506     | 331,71          |                      | Ponte de Sor         | 8943                 | 173,57               |
|           | Ponte de Sor, Tramaga e Vale de Açor | 10506     | 331,71          | Tramaga              | 1533                 | 92,28                |                      |
|           | Ponte de Sor, Tramaga e Vale de Açor | 10506     | 331,71          | Vale de Açor         | 700                  | 65,92                |                      |